# Schizachyrium radicosum
Schizachyrium radicosum är en gräsart som beskrevs av Jacq.-fel. Schizachyrium radicosum ingår i släktet Schizachyrium och familjen gräs. Inga underarter finns listade i Catalogue of Life.